# MyHeritage

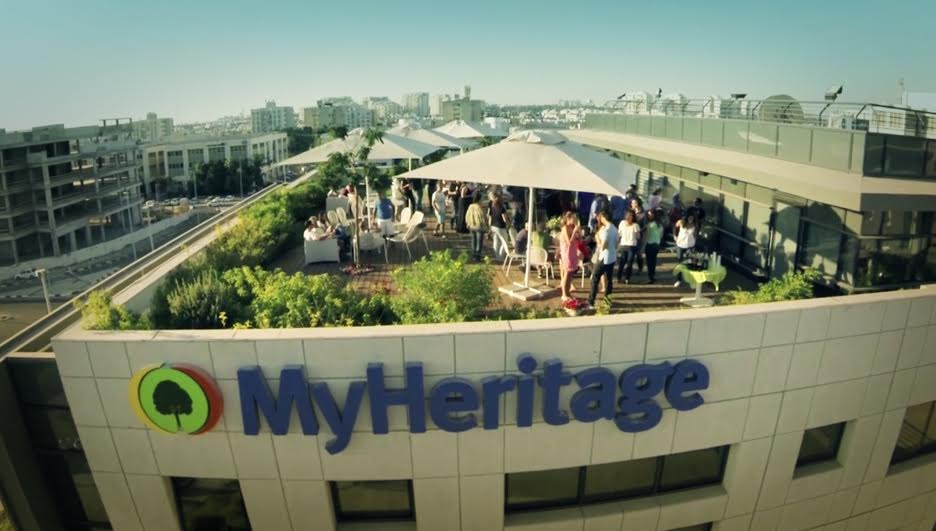
ústředí v Or Jehuda, Izrael

MyHeritage je sociální síť zaměřená na rodinu a rodinné vztahy, která umožňuje svým uživatelům vytvářet online dostupný rodokmen, sdílet fotografie, plánovat rodinná setkání a vyhledávat předky. Služba MyHeritage je rovněž známá pro technologii, která umožňuje rozpoznávat obličeje na nahraných fotografiích a porovnávat je s fotografiemi celebrit. Od roku 2016 nabízí MyHeritage též služby genetické genealogie.

## Historie
Společnost MyHeritage byla založena roku 2003 dnešním výkonným ředitelem společnosti MyHeritage Giladem Japhetem a několika dalšími genealogickými nadšenci přímo v domě jednoho z nich, ve vesnici Bnei Atarot poblíž Tel Avivu v Izraeli. Během šesti let se společnost proměnila v komunitu s více než 30 miliony uživatelů, z nichž bylo v dubnu 2008 asi 120 tisíc z České republiky, kteří přidali více než 320 milionů uživatelských profilů. Stránky obsahují 6 milionů rodokmenů a jsou dostupné v 34 jazycích. MyHeritage je dnes druhou největší genealogickou společností a nejrychleji rostoucí rodinnou sítí na internetu.
Společnost získala v další vlně investování kapitál 15 milionů dolarů od společností Index Ventures a investora Accel, který financoval rozvoj společnosti již dříve. Roku 2008 MyHeritage odkoupila MyHeritage konkurenční rodinnou sociální síť, společnost Kindo, která byla populární v Evropě.
Společnost MyHeritage skoupila firmy jako například Verwandt.de, která zdarma zpřístupňovala mapu příjmení, což MyHeritage zrušilo.

## Webové služby

### Rodinné stránky
Produktová řada Myheritage je zaměřena na rodiny, rodinné historiky a genealogy. Primární službou jsou rodinné stránky, které se skládají z online profilů jednotlivých členů rodiny. Členové rodinných stránek mohou přizvat k jejich užívání další členy, sdílet s nimi fotky, videa a dokumenty, plánovat oslavy výročí a jiné události.

### Štítkování fotek
Stránky MyHeritage umějí automaticky označit lidi na fotografiích díky automatickému rozpoznání obličeje a taktéž rozpoznají, zda je daná osoba v rodokmenu.

### Rozpoznání obličeje a porovnávání podobnosti s celebritami
Technologie vyvinutá MyHeritage dokáže rozpoznat obličeje osob a tváře vzájemně porovnávat. Uživatelé tak mohou například zjistit, komu ze známých celebrit se nejvíce podobají, nebo jestli komu z rodičů je jejich dítě více podobné.

### Výzkum
Výzkum MyHeritage umožňuje uživatelům pátrat po předcích na internetu. Společnost používá metavyhledávač, který vyhledává v interní databázi a navíc v 1526 světových databázích. Uživatelé mohou najednou vyhledávat až 5 variant hláskování hledané osoby s využitím metod Soundex a Megadex. Megadex je unikátní funkcionalitou MyHeritage, jež umožňuje zvolit skupinu nejčastěji používaných hláskování a znělosti. Megadex je na rozdíl od Soundex kompatibilní se všemi databázemi. Badatelé navíc mohou své výsledky skladovat a komentovat.
Společnost rovněž publikuje dva blogy – jeden zaměřený na online komunitu, rodiny a rodinná témata. Druhý je zaměřený na genealogii, vývoj v oboru, zdroje, metody a nástroje pro výzkum v oblasti rodinné historie.

## Genealogický software

### Family Tree Builder
Společnost MyHeritage vyvíjí po boku online služeb rovněž genealogický software Family Tree Builder, umožňující využití pokročilých genealogických funkcí i bez připojení k internetu. Obsah vytvořený offline je možné publikovat tak, že se po připojení k internetu promítne do online rodinných stránek. Uživatelé mohou přidávat fotografie předků, data narození, sňatku či úmrtí, uvést, kde jejich předci žili, jaké bylo jejich povolání, zájmy a koníčky. Program rovněž dokáže vytvářet zprávy o vztazích v rámci rodiny a produkovat zjednodušené diagramy, ze kterých je patrné, v jakém vztahu daní rodinní příslušníci jsou. Family Tree Builder je v základní verzi freeware a je přeložen do 34 jazyků včetně češtiny a slovenštiny.
FTB podporuje dvojjazyčné zadávání záznamů.
FTB ve verzi Premium obsahuje funkcionalitu Smart Matching, která umožňuje uživatelům ještě snadnější spojení s rodinou. Smart Matching vyhledává shody v databázi profilů. Program kontroluje jméno, datum narození a rodiče u každého záznamu ve všech publikovaných rodokmenech. V okamžiku, kde je nalezena potenciální shoda, informuje uživatele a dá mu možnost tento nález potvrdit.

## Testování DNA
V roce 2016 začala MyHeritage poskytovat též genetické testy pro účely genetické genealogie pod značkou MyHeritage DNA. Analýza autozomální DNA probíhá na základě vzorku buněk ze vnitřní strany tváře odebraného uživatelem doma a zaslaného zpátky do laboratoře. MyHeritage využívá pro analýzu svých vzorků laboratoře konkurenční společnosti Family Tree DNA, na rozdíl od ní však MyHeritage neposkytuje jiné druhy genetických testů (otcovská linie, mateřská linie). Výsledky testu MyHeritage DNA poskytují odhad etnického původu zkoumaného jedince a zejména pak seznam jiných osob testovaných u téže společnosti, jejichž DNA se s DNA dotyčného částečně shoduje a je tedy pravděpodobné, že se jedná o příbuzné. Tyto osoby je pak možné kontaktovat nebo si prohlížet jejich rodokmen, pokud byl na webu zpřístupněn.